# 온수천
온수천(溫水川)은 인천광역시 강화군 양도면 길직리에서 발원하여 불은면 덕성리에서 강화해협으로 유입하는 하천이다. 길직리-온수리-장흥리 경계에서 하구 인근까지 2.16 km 구간은 지방하천으로 관리되고 있다. 상류 부분은 길직천(吉稷川)으로도 불리며, 그 중 4.3 km 구간은 강화군의 소하천으로 관리되고 있다.

## 지류
- 온수천
  - 귀곡천: 길직천으로 합류하는 하천이다.[2] 귀곡은 길직2리에 있는 마을 이름으로, 구곡(廐谷), 구잇골, 귀골, 귀골 등으로도 불렀다.[4]
  - 장안천: 전등사 쪽 정족산에서 발원하여 북쪽으로 흐르다가 동쪽으로 흘러 온수리에서 온수천으로 합류하는 하천으로, 황경내라고도 한다.[5][2] 전등사 인근에서 온수천 합류부까지 2.1 km 구간은 강화군의 소하천으로 관리되고 있다.[3] 장안말은 온수1리 남쪽에 있는 마을 이름이다.[5]
    - 단자천: 온수리에서 합류하는 하천이다.[2] 길상119안전센터에서 장안천 합류부까지 1.172 km 구간은 강화군의 소하천으로 관리되고 있다.[3]
      - 해란천: 온수리에서 합류하는 하천이다.[2] 해란(海卵)은 온수3리의 마을 이름이다.[6]

## 참고 문헌
- 김병욱 외 (2015). 《인천의 지명 (하)》. 인천: 인천광역시 시사편찬위원회.